# دونالد وودز
دونالد وودز (انگلیسی: Donald Woods؛ ۲ دسامبر ۱۹۰۶ – ۵ مارس ۱۹۹۸) یک هنرپیشه اهل کانادا بود.
از فیلم‌ها یا برنامه‌های تلویزیونی که وی در آن نقش داشته است می‌توان به آنتونی ادورس، داستان دو شهر، پل سن لوئیس ری، فرشته سپید و شجاعت واقعی اشاره کرد.